# Сайотти, Сими
Сайотти Жуниор Гелсон, больше известный как Сими Сайотти (род. 15 февраля 1987 года) — бразильский игрок в мини-футбол, нападающий клуба Картахена и сборной Грузии.

## Карьера
Профессиональную карьеру начал в большом футболе в Германии, но достаточно быстро переквалифицировался на мини-футбол.
Выступал за итальянские клубы «Аугуста» и «Лупаренсе». В составе последнего был обладателем Кубка Италии 2012/13 года и вице-чемпионом страны.
В 2014 году выступал в чемпионате Бразилии в составе «Гуарапуавы».
С января 2015 года — игрок новосибирского «Сибиряка». В мае 2015 года продлил свой контракт ещё на три года.
В апреле 2018 года дебютировал за сборную Грузии.
В сентябре 2018 года стал игроком КПРФ.
В составе КПРФ сначала в сентябре 2020 года стал чемпионом России, а затем в октябре стал бронзовым призёром Лиги чемпионов.

## Достижения
- Бронзовый призёр Лиги чемпионов по мини-футболу: 2019/20
- Серебряный призёр чемпионата Италии
- Обладатель Кубка Италии
- Чемпион России по мини-футболу: 2019/20
- Серебряный призёр чемпионата России: 2018/19
- Бронзовый призёр чемпионата России